# Plutonovi prirodni sateliti
Plutonovi prirodni sateliti su prirodni sateliti Plutona i dosad ih je otkriveno 5. Daleko najveći satelit je Haron, s 1206 km u promjeru. Drugi manji sateliti variraju između 10 i 50 km.
Svi su sateliti snimljeni kada je letjelica New Horizons preletjela pokraj Plutona 14. srpnja 2015.

## Haron
Haron  je najveći od pet poznatih mjeseca patuljastog planeta Plutona. Također je najbliži, na oko 19 000 km udaljenosti. Otkrio ga je Jim Christy 1978. godine u Mornaričkoj zvjezdarnici Sjedinjenih Država (USNO-u) u Washingtonu, D.C.-u, korištenjem fotografske ploče snimljene u njihovoj Zvjezdarnici Flagstaff (NOFS-u). Veoma je velik mjesec u usporedbi s tijelom kojeg orbitira, Plutonom. Njegov gravitacijski utjecaj takav je da je baricentar sustava Pluton-Haron izvan Plutona.
Sonda New Horizons prošla je kroz sustav Pluton-Haron 14. srpnja 2015., 27 000 km iznad površine Harona. 
Pluton i Haron gravitacijski su međusobno plimno vezani, pa svaki pokazuje isto lice prema drugom. Crvenkasto-smeđa kapa sjevernog pola Harona se naziva Mordor Macula, a sastoji se vjerojatno od tolina, organskih makromolekula koji mogu biti bitni sastojci života. Ti su tolini proizvedeni iz metana, dušika i srodnih plinova koji se oslobađaju iz atmosfere Plutona i prenose preko 19.000 km na orbitirajući mjesec.
Haron je plimno zaključan s Plutonom, i zbog svoje velike veličine u odnosu na Pluton baricentar Pluton-Haron je izvan Plutona, pa neki astronomi Pluton i Haron smatraju dvostrukim planetom, premda ovo nije prihvaćeno od strane Međunarodne svemirske unije (IAU). Svi ostali Plutonovi mjeseci orbitiraju oko baricentra Pluton-Haron.

## Plutonovi mali sateliti
U ovu skupinu spada ostala četiri satelita. To su Hidra, Nikta, Kerber i Stiks.
Hidra je mjesec čije je otkriće objavljeno 31. listopada 2005. godine. Promjera je 50 km, a s udaljenošću od 65 000 km najudaljeniji je poznati mjesec Plutona. Također ima najduže razdoblje rotacije oko Plutona, 38 dana.
Otkriće Nikte je također objavljeno 31. listopada 2005. Promjera je 49 km, a nalazi se na udaljenosti od 49 000 km i okruži Pluton za 24 dana.
Kerber je mali Plutonov satelit čije je otkriće objavljeno 20. srpnja 2011. godine. S promjerom od 19 km, drugi je najmanji Plutonov mjesec. Kruži na udaljenosti od otprilike 58 000 km, a obiđe Pluton za 32 dana.
Stiks je najmanji Plutonov satelit čije je otkriće objavljeno 5. srpnja 2012. godine. Posljednji je otkriven Plutonov satelit, a ima samo 10 km u promjeru. Kruži na udaljenosti od 42 500 km, a obiđe Pluton za 20 dana.
Smatra se da su ovi sateliti nastali sudarom nepoznatog tijela iz Kuiperovog pojasa s Plutonom, i da je riječ o krhotinama iz tog sudara.

## Popis satelita
| Redoslijed | Oznaka po otkriću | Naziv  | Slika | Promjer (km)       | Masa x 1015 kg | Velika poluos elipse (km) | Ophodno vrijeme (d) | Inklinacija | Ekscentricitet | Godina otkrića | Otkrio      |
| ---------- | ----------------- | ------ | ----- | ------------------ | -------------- | ------------------------- | ------------------- | ----------- | -------------- | -------------- | ----------- |
| 1          | I                 | Haron  |       | 1206               | 1586 000       | 19 591                    | 6,3872304           | 0,080°      | 0,0002         | 1978.          | Jim Christy |
| 2          | V                 | Stiks  |       | 16 x 9 x 8         | 7.5            | 42 656                    | 20,16155            | 0,809°      | 0,005787       | 2012.          | HST         |
| 3          | III               | Nikta  |       | 49.8 x 33.2 x 31.1 | 45             | 48 694                    | 24,85463            | 0,133°      | 0,002036       | 2005.          | HST         |
| 4          | VI                | Kerber |       | 19 x 10 x 9        | 16.5           | 57 783                    | 32,16756            | 0,389°      | 0,00328        | 2011.          | HST         |
| 5          | II                | Hidra  |       | 50.9 x 36.1 x 30.9 | 48             | 64 738                    | 38,20177            | 0,242°      | 0,005862       | 2005.          | HST         |